# Beautiful Lies
Beautiful Lies är ett studioalbum från 1996 av countryduon Sweethearts of the Rodeo från USA. Albumet var mer inspirerat av folkmusik än tidigare.

## Låtlista
1. "When Love Comes Around the Bend" (Josh Leo/Pam Tillis/Mark Wright) – 2:42
2. "Beautiful Lies" (John Leventhal/Jim Lauderdale) – 3:48
3. "When the Morning Comes" (Janis Gill/Don Schlitz) – 3:41
4. "Catch the Wind" (Donovan Leitch) – 3:50
5. "I'll Pass Over Thee" (Ralph Burke) – 3:47
6. "I Won't Cry" (Janis Gill/Paul Kennerley) – 3:26
7. "The Inn at Innisfree" (Janis Gill/Harry P. Oliver) – 4:24
8. "I Know Who You Are" (Janis Gill) – 4:44
9. "Pretty Words" (Vince Gill/Don Schlitz) – 2:54
10. "One More Night" (Bob Dylan) – 2:50
11. "Mule Skinner Blues" (Jimmie Rodgers/George Vaughn) – 2:44